# Prêmio Markov de Matemática
O Prêmio Markov é um prêmio soviético e russo concedido por excelentes resultados no campo da matemática. Leva o nome de Andrei Markov, acadêmico da Academia Imperial de Ciências de São Petersburgo.
Concedido pela Academia de Ciências da União Soviética desde 1971. Foi restabelecido por decisão do Presidium da Academia de Ciências da Rússia em 23 de fevereiro de 1993. Como regra geral era dado uma vez a cada três anos a um matemático, mas o primeiro prêmio foi compartilhado por três cientistas e cinco anos se passaram entre os dois prêmios na década de 1990 (1992 e 1997).

## Recipientes
- 1971: Vyacheslav Vyacheslavovich Petrov
- 1971: Vladimir Mikhailovich Zolotarev
- 1971:  Vytautas Antanovich Statulevičius
- 1974: Alexander Fedorovich Lavrik
- 1977: Albert Shiryaev
- 1980: Yuri Matiyasevich
- 1983: Taivo Arak
- 1986: Boris Skubenko
- 1989: Yakov Sinai
- 1992: Gennady Ivanovich Arkhipov
- 1997: Alexander Holevo
- 2000: Vasily Iskovskikh
- 2003: Alexander Borovkov
- 2006: Yuri Valentinovich Nesterenko
- 2009: Andrey Zaitsev
- 2015: Sergey Bochkarev
- 2018: Alexander Ivanovich Aptekarev